# 아이리버 H100 시리즈
아이리버 H100 시리즈(원래 명칭: iHP-100 시리즈)는 아이리버에서 제조하고 2003년 10월에 처음 출시된 단종된 휴대용 디지털 오디오 플레이어(DAP) 시리즈이다. H100 시리즈의 모델은 주로 하드 드라이브 저장 용량에서 차이가 있다. 이 플레이어들은 H300 시리즈로 계승되었다.

## 특징
iHP-100/H100 플레이어는 MP3, Ogg Vorbis, WAV 및 WMA (비-DRM) 형식 파일을 기본적으로 재생한다. 또한 내장형 스테레오 FM 라디오 튜너를 가지고 있다.
아날로그 및 디지털 광 라인 입출력 기능을 제공한다. 이 플레이어는 라인 입력 (아날로그 또는 광), 내장 또는 외부 마이크로폰에서 WAV 또는 MP3 형식으로 녹음한다 (전원 공급식 또는 무전원 외부 마이크 지원).
128×64 픽셀 흑백 LCD가 있는 유선 리모컨도 있으며, DAP의 모든 기능을 제어할 수 있다 (iMP-550과 동일).
USB 2.0 인터페이스는 USB 대용량 저장 장치 (드래그 앤드 드롭 음악 전송)를 지원한다.

## 업그레이드

### 펌웨어
H100 시리즈 플레이어의 펌웨어를 업그레이드할 수 있다. 이러한 업그레이드는 일반적으로 버그 수정 및 새로운 기능을 포함한다. H100 시리즈 펌웨어의 최신 공식 버전은 v1.66이었다.

### 하드 드라이브
H100 시리즈는 도시바에서 제조한 1.8인치 (45mm) 폼 팩터 하드 드라이브를 장착하고 있다. 출시 이후 저장 밀도가 증가하여 사용자가 공장 드라이브를 더 높은 용량의 애프터마켓 모델로 교체할 수 있게 되었다. 플레이어 케이스를 열면 보증이 무효화된다. 그러나 케이스를 연 후에는 기존 드라이브를 단순히 뽑고 새 드라이브를 삽입하는 것으로 업그레이드가 완료된다.
2005년 12월 현재, H120은 30GB 단일 플래터 드라이브(50% 저장 공간 증가)로 업그레이드할 수 있으며, H140은 60GB 이중 플래터 드라이브(50% 저장 공간 증가)로 업그레이드할 수 있다. 물리적 크기가 다르기 때문에 두 가지 드라이브 유형은 상호 교환하여 사용할 수 없다 (즉, 이중 플래터 드라이브는 H120 케이스에 맞지 않는다).
2008년 현재 H140은 ZIF-대-ATA 변환 케이블을 사용하여 더 큰 용량의 1.8인치 비-ATA 하드 디스크 드라이브를 사용할 수 있도록 업그레이드할 수 있다. 240GB MK2431GAH ZIF 드라이브는 H140에, 160GB MK1634GAL ZIF 드라이브는 H120에 사용되었다.
2012년 현재, H120은 50핀 시리즈 1.8" CF ATA SSD를 사용하여 120GB SSD 드라이브로 업그레이드할 수 있다.
2018년 현재, H120은 1.8인치 IDE-SD 어댑터를 사용하여 128GB 마이크로 SD 드라이브로 업그레이드할 수 있다.

### 배터리
H100 시리즈에 사용되는 배터리는 아이팟 및 기타 DAP에 사용되는 배터리와 물리적으로 유사하다. 공장 배터리를 더 높은 용량의 배터리(최대 2200mA·h 보고됨)로 교체하여 재생 시간을 크게 늘릴 수 있다. 경우에 따라 배터리 리드의 극성을 역전시켜야 하며, 설치 과정에서 보증이 무효화된다.

### RTC (실시간 시계)
사용자들은 플레이어의 주 회로 기판에 RTC 칩을 추가하는 데 성공하여 장치가 현재 날짜와 시간을 표시하고 알람 시계 기능, 정확한 파일 시스템 타임스탬핑 및 last.fm 로깅을 추가할 수 있게 되었다. 락박스만이 RTC가 수정된 H1xx를 활용할 수 있는 유일한 펌웨어로 알려져 있다.

## 모델
- H110 (원래 iHP-100, 나중에 iHP-110): 10 GB 하드 드라이브
- H115 (원래 iHP-115): 15 GB 하드 드라이브
- H120 (원래 iHP-120): 20 GB 하드 드라이브
- H140 (원래 iHP-140): 40 GB 하드 드라이브

### 크기 및 무게
- H110, H115, H120: 105×60×19 mm, 160 g (배터리 포함)
- H140: 105×60×22 mm, 172 g (배터리 포함)

## 같이 보기
- 락박스 (아이리버 H10, H100 및 H300 시리즈를 위한 대안적인 오픈 소스 펌웨어)